# Таеб, Йоси
Йоси Таеб (ивр. יוֹסֵף טָיֶיבּ‎, род. 15 февраля 1981, XV округ Парижа) — израильский политик. Является депутатом Кнессета от ШАС.

## Биография
Таеб родился в 15-м округе Парижа в семье тунисских евреев. Он эмигрировал в Израиль в возрасте 17 лет, чтобы учиться в ешиве Мир в Иерусалиме. Во время своей национальной службы в Армии обороны Израиля он служил в бригаде Гивати. С 2006 по 2008 год он служил в Тулузе раввином общины. Вернувшись в Израиль, с 2009 по 2020 год руководил проектами для французских иммигрантов Фонда Вольфсона.
Таеб был избран в муниципальный совет Кирьят-Йеарима. В 2018 году стал заместителем мэра совета. Он занял пятнадцатое место в списке ШАС на выборах в апреле 2019 года, но партия получила только восемь мест. Он занял двенадцатое место в списке на выборах в сентябре 2019 года, на которых ШАС получил девять мест. Хотя он снова проиграл выборы в марте 2020 года, на которых он занял одиннадцатое место, а ШАС снова получил девять мест, он вошёл в Кнессет 1 июля 2020 года в качестве замены Йоава Бен-Цура, который оставил своё место в соответствии с Норвежским законом после назначения в кабинет. Заняв десятое место в списке ШАС на выборах в марте 2021 года, он потерял своё место, поскольку партия получила девять мест. Он вернул себе место, когда Арье Дери отказался от своего места в соответствии с Норвежским законом; он снова покинул Кнессет, когда Дери вернулся в законодательный орган после потери министерского поста. Когда Дери ушёл из Кнессета в январе 2022 года, Таеб вернулся в третий раз.